# Péronville
Péronville est une commune française située dans le département d'Eure-et-Loir en région Centre-Val de Loire.

## Géographie

### Situation

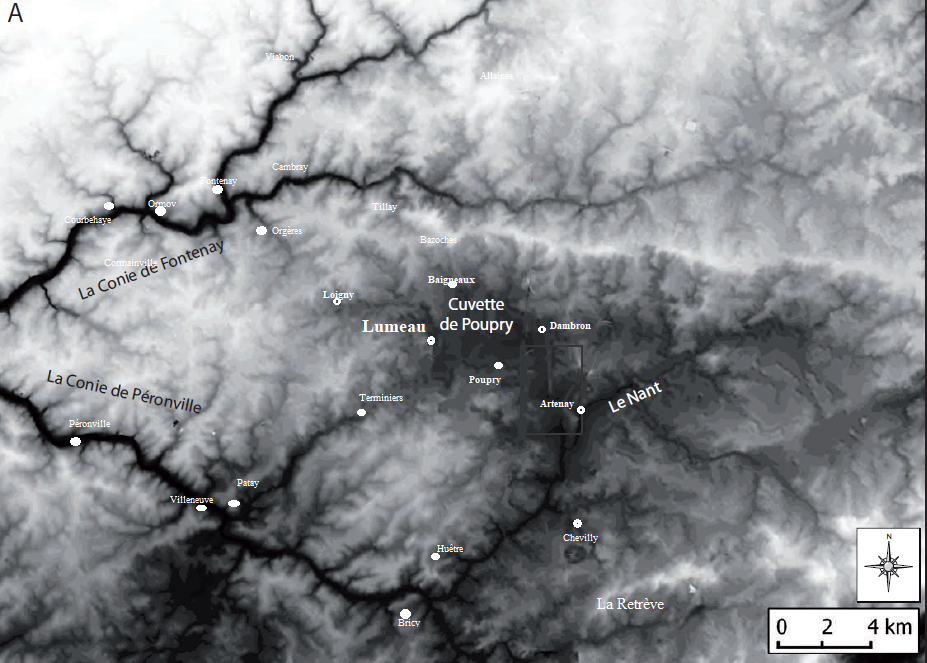
Relief du bassin versant amont de la Conie, avec son bras sud passant par Péronville et Villeneuve-sur-Conie.

Situation géographique
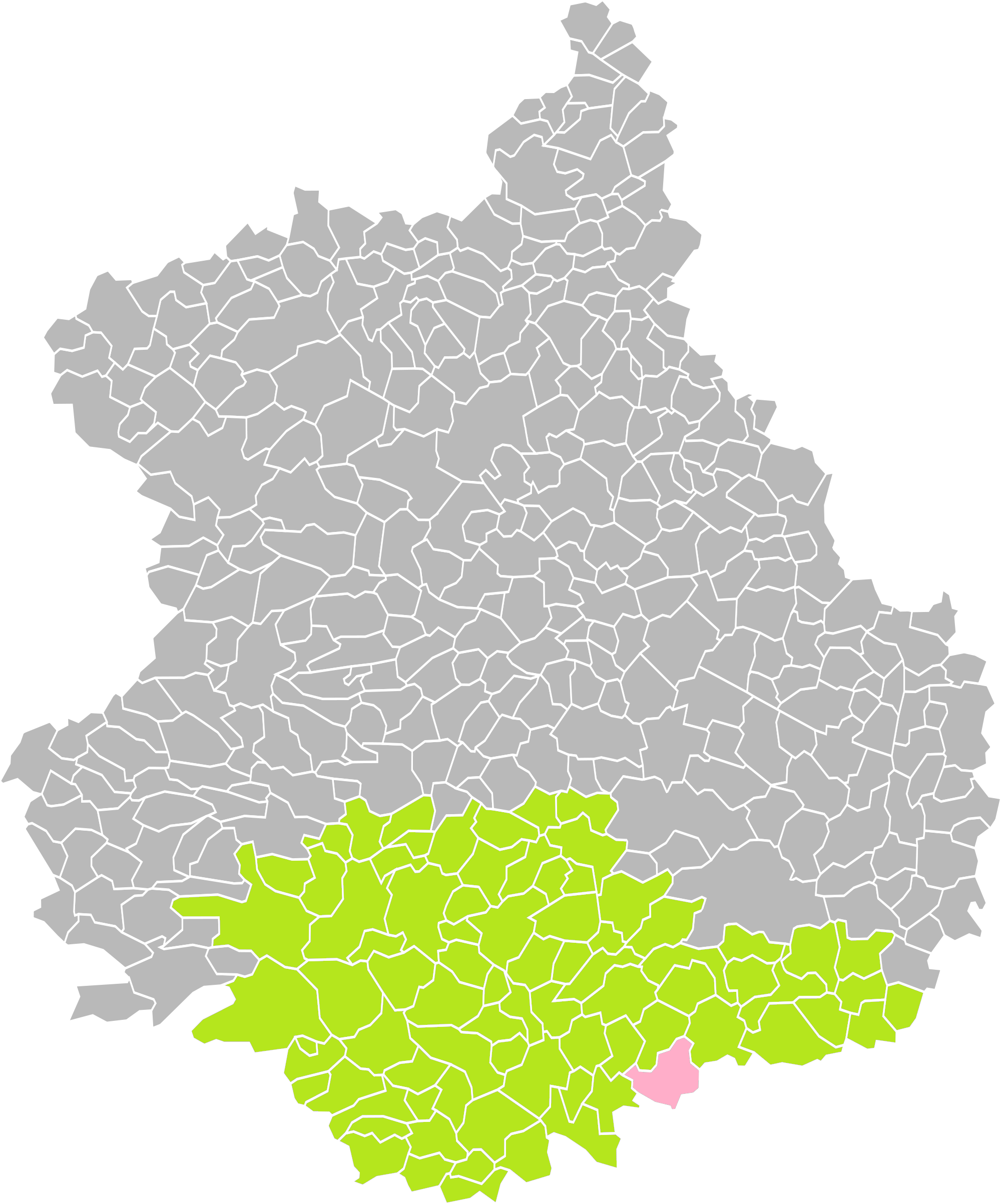
Péronville dans son arrondissement.
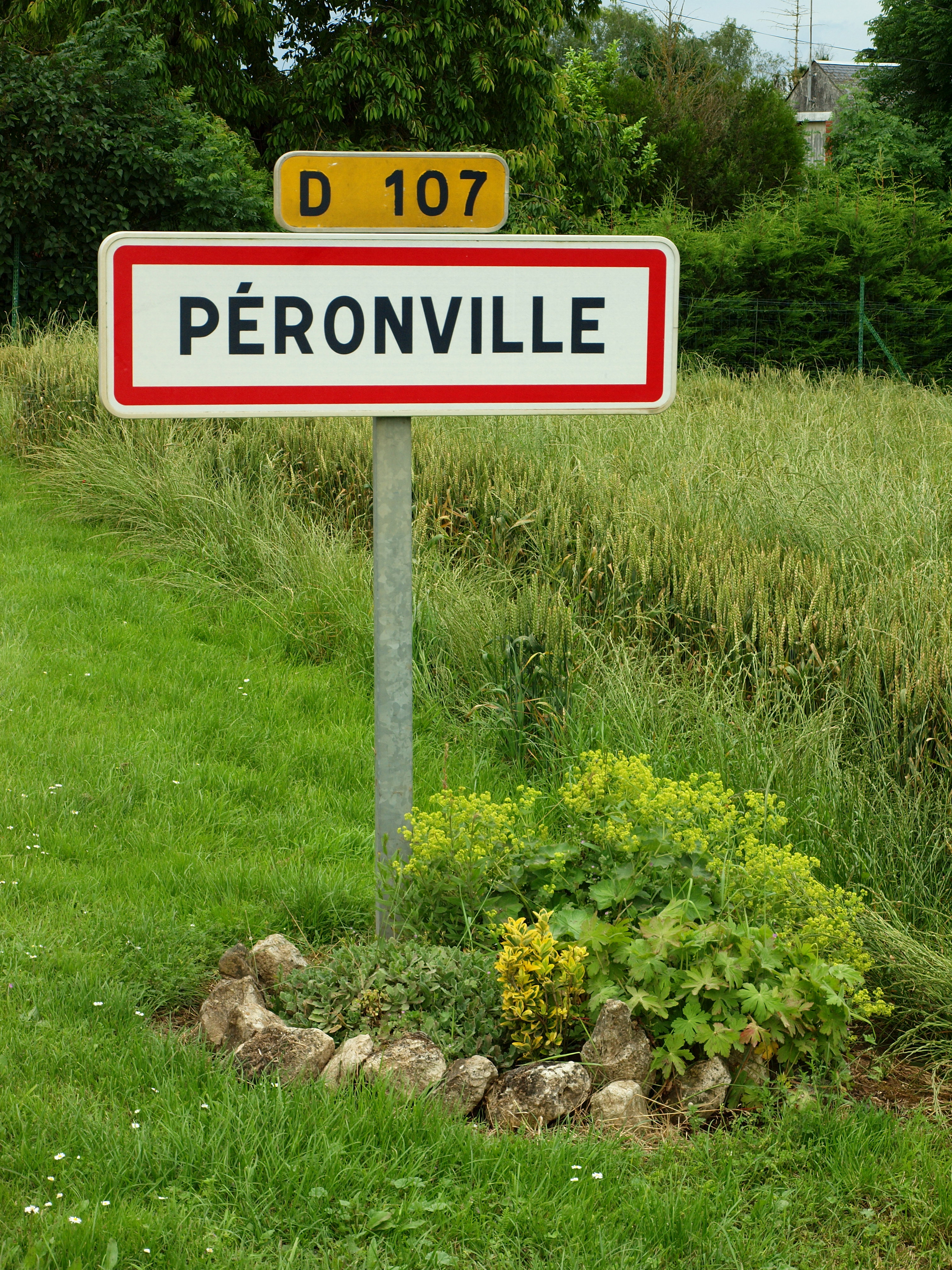
Entrée par la D107.

### Communes et département limitrophes
| Varize    | Bazoches-en-Dunois   | Guillonville                  |
|           | Péronville           | Villeneuve-sur-Conie (Loiret) |
| Villampuy | Villamblain (Loiret) | La Chapelle-Onzerain (Loiret) |

## Hameaux, écarts, lieux-dits
Bardelles -

### Climat
Pour des articles plus généraux, voir Climat du Centre-Val de Loire et Climat d'Eure-et-Loir.
En 2010, le climat de la commune est de type climat océanique dégradé des plaines du Centre et du Nord, selon une étude du CNRS s'appuyant sur une série de données couvrant la période 1971-2000. En 2020, Météo-France publie une typologie des climats de la France métropolitaine dans laquelle la commune est exposée à un climat océanique altéré et est dans la région climatique  Moyenne vallée de la Loire, caractérisée par une bonne insolation (1 850 h/an) et un été peu pluvieux. 
Pour la période 1971-2000, la température annuelle moyenne est de 10,9 °C, avec une amplitude thermique annuelle de 15 °C. Le cumul annuel moyen de précipitations est de 648 mm, avec 10,8 jours de précipitations en janvier et 7,2 jours en juillet. Pour la période 1991-2020, la température moyenne annuelle observée sur la station météorologique de Météo-France la plus proche, sur la commune de Guillonville à 7 km à vol d'oiseau, est de 11,4 °C et le cumul annuel moyen de précipitations est de 617,9 mm,. Pour l'avenir, les paramètres climatiques de la commune estimés pour 2050 selon différents scénarios d'émission de gaz à effet de serre sont consultables sur un site dédié publié par Météo-France en novembre 2022.

## Urbanisme

### Typologie
Au 1er janvier 2024, Péronville est catégorisée commune rurale à habitat dispersé, selon la nouvelle grille communale de densité à 7 niveaux définie par l'Insee en 2022.
Elle est située hors unité urbaine. Par ailleurs la commune fait partie de l'aire d'attraction d'Orléans, dont elle est une commune de la couronne,. Cette aire, qui regroupe 136 communes, est catégorisée dans les aires de 200 000 à moins de 700 000 habitants,.

### Occupation des sols
L'occupation des sols de la commune, telle qu'elle ressort de la base de données européenne d’occupation biophysique des sols Corine Land Cover (CLC), est marquée par l'importance des territoires agricoles (97 % en 2018), une proportion identique à celle de 1990 (97 %). La répartition détaillée en 2018 est la suivante : 
terres arables (97 %), zones humides intérieures (3 %). L'évolution de l’occupation des sols de la commune et de ses infrastructures peut être observée sur les différentes représentations cartographiques du territoire : la carte de Cassini (XVIIIe siècle), la carte d'état-major (1820-1866) et les cartes ou photos aériennes de l'IGN pour la période actuelle (1950 à aujourd'hui).

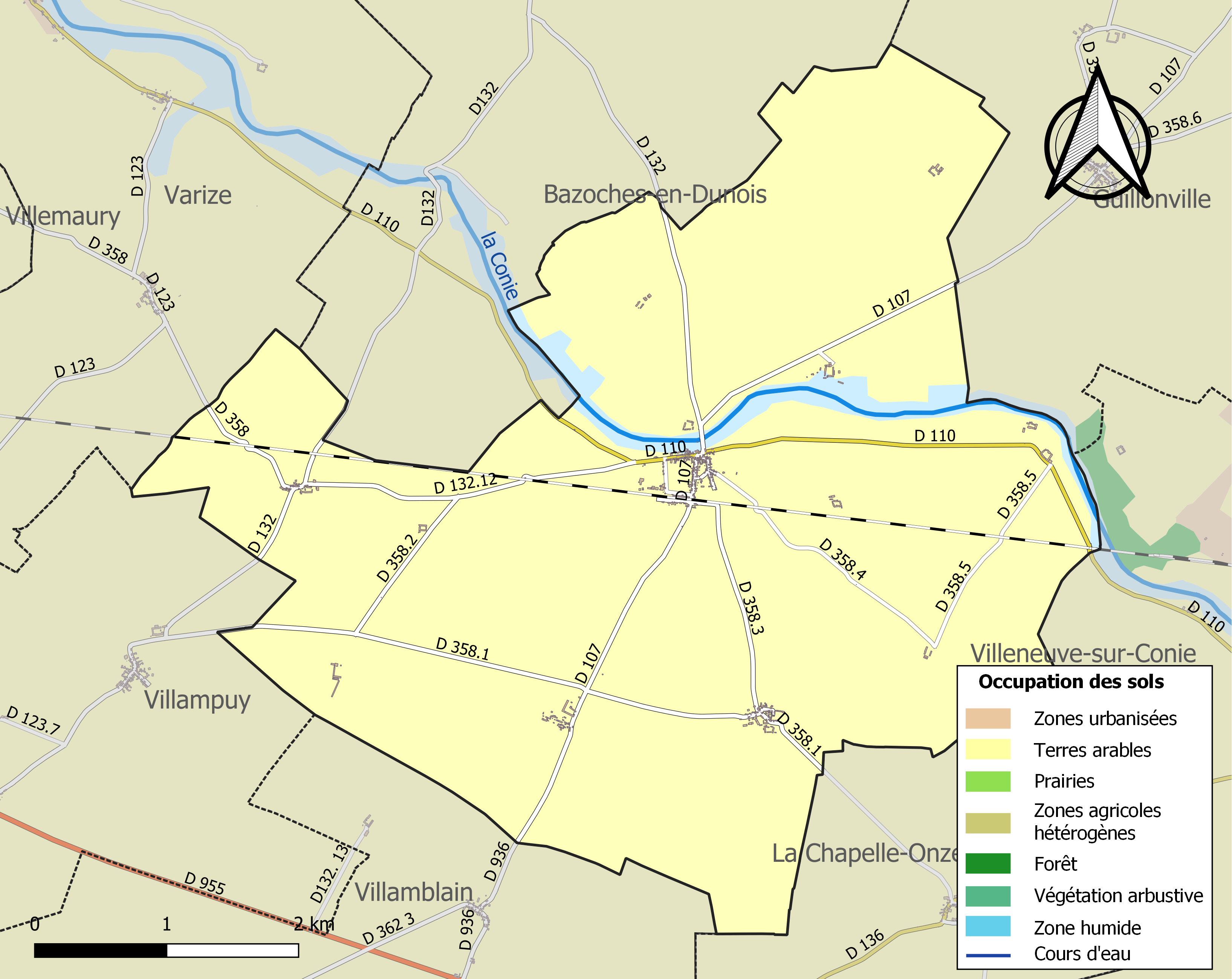
Carte des infrastructures et de l'occupation des sols de la commune en 2018 (CLC).

### Risques majeurs
Le territoire de la commune de Péronville est vulnérable à différents aléas naturels : météorologiques (tempête, orage, neige, grand froid, canicule ou sécheresse), inondations, mouvements de terrains et séisme (sismicité très faible). Il est également exposé à un risque technologique, le transport de matières dangereuses. Un site publié par le BRGM permet d'évaluer simplement et rapidement les risques d'un bien localisé soit par son adresse soit par le numéro de sa parcelle.

#### Risques naturels
Certaines parties du territoire communal sont susceptibles d’être affectées par le risque d’inondation par débordement de cours d'eau, notamment la Conie. La commune a été reconnue en état de catastrophe naturelle au titre des dommages causés par les inondations et coulées de boue survenues en 1999,.

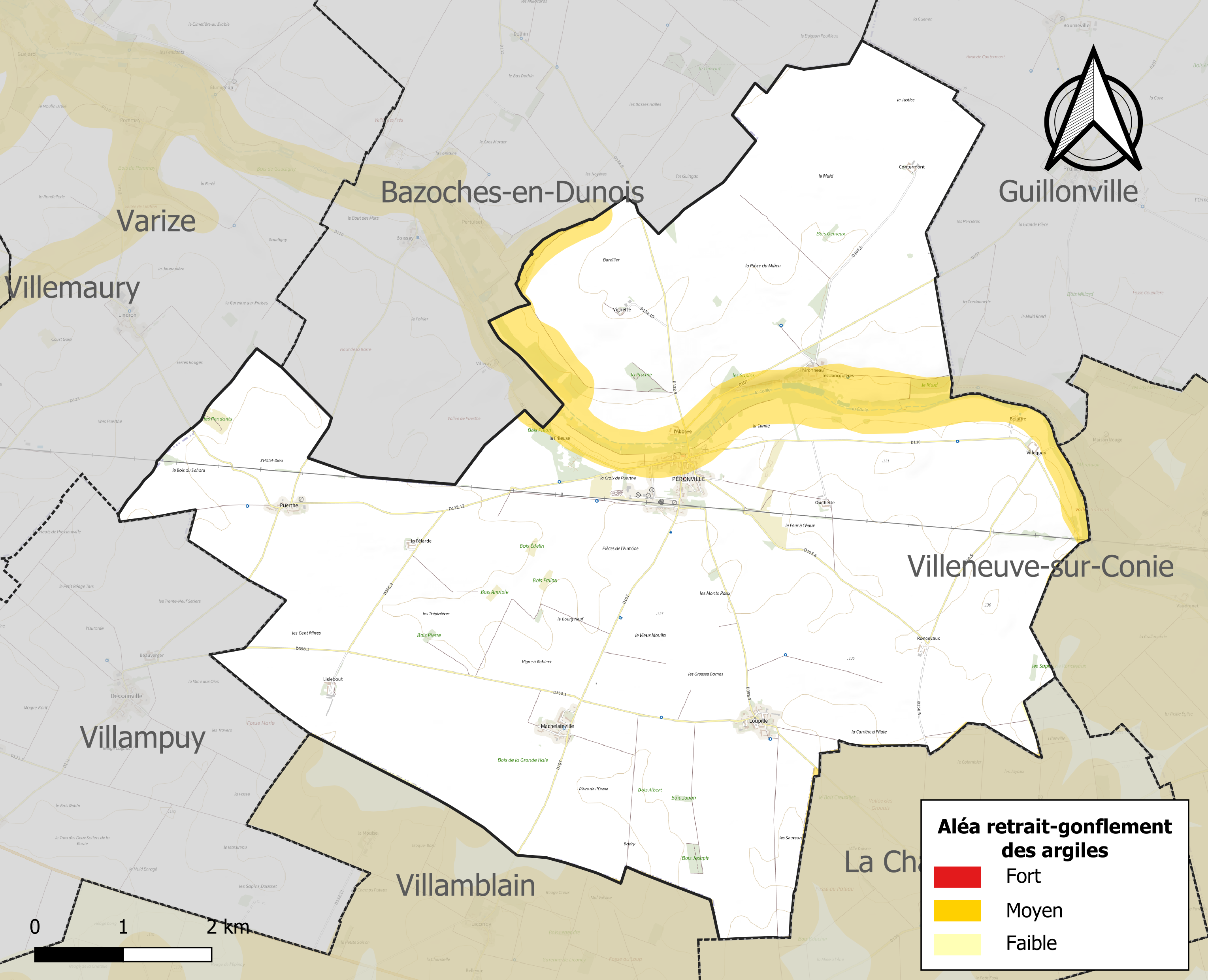
Carte des zones d'aléa retrait-gonflement des sols argileux de Péronville.

Les mouvements de terrains susceptibles de se produire sur la commune sont des affaissements et effondrements liés aux cavités souterraines. L'inventaire national des cavités souterraines permet de localiser celles situées sur la commune.
Le retrait-gonflement des sols argileux est susceptible d'engendrer des dommages importants aux bâtiments en cas d’alternance de périodes de sécheresse et de pluie. 8 % de la superficie communale est en aléa moyen ou fort (52,8 % au niveau départemental et 48,5 % au niveau national). Sur les 167 bâtiments dénombrés sur la commune en 2019, 67 sont en aléa moyen ou fort, soit 40 %, à comparer aux 70 % au niveau départemental et 54 % au niveau national. Une cartographie de l'exposition du territoire national au retrait gonflement des sols argileux est disponible sur le site du BRGM,.
Concernant les mouvements de terrains, la commune a été reconnue en état de catastrophe naturelle au titre des dommages causés par des mouvements de terrain en 1999.

#### Risques technologiques
Le risque de transport de matières dangereuses sur la commune est lié à sa traversée par des infrastructures routières ou ferroviaires importantes ou la présence d'une canalisation de transport d'hydrocarbures. Un accident se produisant sur de telles infrastructures est en effet susceptible d’avoir des effets graves au bâti ou aux personnes jusqu’à 350 m, selon la nature du matériau transporté. Des dispositions d’urbanisme peuvent être préconisées en conséquence.

## Toponymie
Le nom de la localité est attesté sous les formes Spelsuvilla en 1095 ; Spesovilla en 1130 ; Perumvillare en 1130 ; Spesonvilla vers 1132 ; Perumvillare en 1132 ; « Granea etiam Tyronii Spesovillam » en 1147 ; Espesovilla vers 1352 ; de Spesonvilla en 1296 ; Speronville en 1353 ; Spesumvilla vers 1382 ; Pesumvilla vers 1402 ; Espesonvilla en 1296 ; Pesonvilla en 1352 ; Pésonville en 1446 ; Apesonville en 1471, ; Peronvilla en 1626 (pouillé) ; « Medietariam de Appesunvilla cum columbario » au XVIe siècle ; Peronville en 1740 ; Péronville au XVIIIe siècle (Carte de Cassini).
Du bas latin Spelsuvilla. Spelsus (nom de personne) et villa (domaine rural).
 Assimilation du s au p ; la transformation du s en r s’explique par rhotacisme.

## Histoire

### XVesiècle
Les moniales de l'abbaye Saint-Avit-les-Guêpières à Saint-Denis-les-Ponts étaient en possession de la métairie de  Bardelles, qu'elles donnent à bail à vie aux époux Langlois en 1456.

### Époque contemporaine

#### Desserte ferroviaire
De 1872 jusqu'au début des années 2000, Péronville bénéficiait d'une gare sur la ligne de Courtalain - Saint-Pellerin à Patay via Châteaudun. La portion de ligne, entre Lutz-en-Dunois et Patay, où se trouvent Péronville et Civry-Saint-Cloud est non utilisée, sans pour autant être déclassée.

## Politique et administration

### Liste des maires
| Période                                  | Période   | Identité        | Étiquette | Qualité        |
| ---------------------------------------- | --------- | --------------- | --------- | -------------- |
| 1876                                     | 1876      | Cyrille Carré   |           |                |
| mars 1959                                | mars 1965 | Henri Leplatre  |           |                |
| mars 1965                                | mars 1989 | Marius Roger    |           |                |
| mars 1989                                | mars 2008 | Sylvain Pothier |           |                |
| mars 2008                                | 2014      | Christian Taran |           |                |
| mars 2014                                | En cours  | Thierry Fallou, |           | Ancien employé |
| Les données manquantes sont à compléter. |           |                 |           |                |

## Population et société

### Démographie
L'évolution du nombre d'habitants est connue à travers les recensements de la population effectués dans la commune depuis 1793. Pour les communes de moins de 10 000 habitants, une enquête de recensement portant sur toute la population est réalisée tous les cinq ans, les populations de référence des années intermédiaires étant quant à elles estimées par interpolation ou extrapolation. Pour la commune, le premier recensement exhaustif entrant dans le cadre du nouveau dispositif a été réalisé en 2008.

En 2022, la commune comptait 260 habitants, en évolution de −2,26 % par rapport à 2016 (Eure-et-Loir : −0,23 %, France hors Mayotte : +2,11 %).
| 1793 | 1800 | 1806 | 1821 | 1831 | 1836 | 1841 | 1846 | 1851 |
| ---- | ---- | ---- | ---- | ---- | ---- | ---- | ---- | ---- |
| 457  | 499  | 454  | 485  | 539  | 586  | 589  | 588  | 642  |

| 1856 | 1861 | 1866 | 1872 | 1876 | 1881 | 1886 | 1891 | 1896 |
| ---- | ---- | ---- | ---- | ---- | ---- | ---- | ---- | ---- |
| 636  | 672  | 676  | 632  | 663  | 688  | 730  | 759  | 751  |

| 1901 | 1906 | 1911 | 1921 | 1926 | 1931 | 1936 | 1946 | 1954 |
| ---- | ---- | ---- | ---- | ---- | ---- | ---- | ---- | ---- |
| 709  | 737  | 676  | 582  | 541  | 576  | 606  | 538  | 456  |

| 1962 | 1968 | 1975 | 1982 | 1990 | 1999 | 2006 | 2008 | 2013 |
| ---- | ---- | ---- | ---- | ---- | ---- | ---- | ---- | ---- |
| 435  | 381  | 272  | 244  | 228  | 235  | 293  | 309  | 271  |

| 2018 | 2022 | - | - | - | - | - | - | - |
| ---- | ---- | - | - | - | - | - | - | - |
| 270  | 260  | - | - | - | - | - | - | - |

## Culture locale et patrimoine

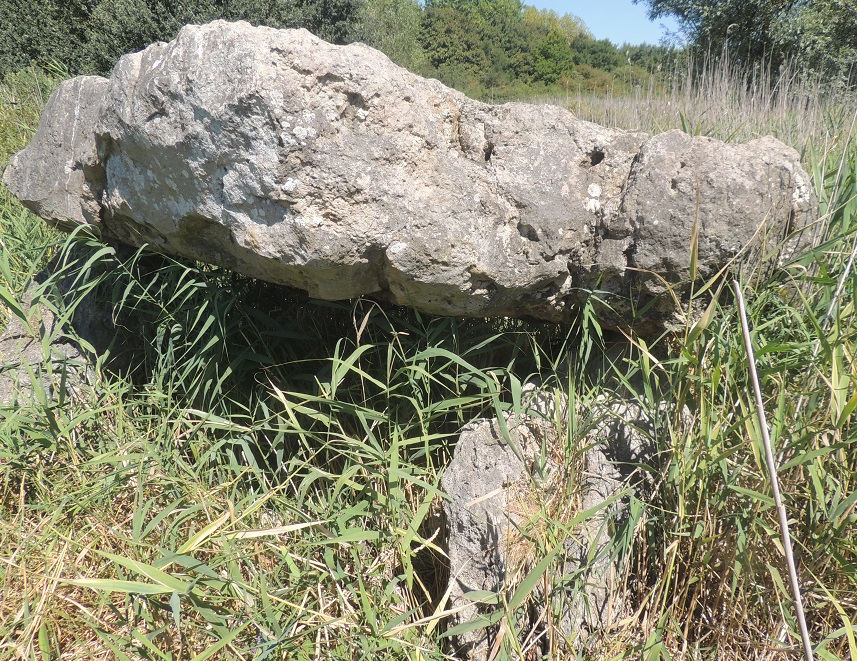
Dolmen de la Pierre-Saint-Marc.

### Lieux et monuments
- L'église Saint-Pierre
- Dolmen de la Pierre-Saint-Marc

### Personnalités liées à la commune
- Gérard Oury (1919-2006) : une scène du film Le Cerveau (l'attaque du train) y a été tournée en septembre 1968 : le pont sur lequel s'arrête le wagon contenant les fonds de l'OTAN, sur l'ancienne ligne de Courtalain - Saint-Pellerin à Patay via Châteaudun, surplombant la route départementale n° 110 reliant ce village à Villeneuve-sur-Conie[40]...